# ابراهیم النقاش
ابراهیم النقاش (انگلیسی: Brahim Nekkach؛ زادهٔ ۱۵ فوریهٔ ۱۹۸۲) بازیکن فوتبال اهل مراکش بود.
از باشگاه‌هایی که در آن بازی کرده‌است می‌توان به باشگاه فوتبال ارتش سلطنتی مراکش، باشگاه فوتبال الوداد کازابلانکا، و باشگاه فوتبال مغرب تطوان اشاره کرد.
وی همچنین در تیم ملی فوتبال مراکش بازی کرده‌است.